# Great Barrington
Pour les articles homonymes, voir Barrington.
Great Barrington est une ville du comté de Berkshire, dans le Massachusetts, aux États-Unis.

## Personnalités
- Le dernier président de la république du Texas Anson Jones y est né en 1798.
- L'activiste afro-américain des droits civiques W. E. B. Du Bois y est né en 1868.
- Le peintre Walton Ford y a son atelier.